# Ринк, Анри
Анри́ Ринк (иногда называемый Генри Ринк, фр. Henri Rinck, 10 января 1870, Лион — 17 февраля 1952, Бадалона) — французский шахматист и шахматный композитор, классик современного художественного этюда. Ринк — автор более чем 1500 этюдов, 58 из них получили первые призы на конкурсах.

## Биография
Родился в семье лионского пивовара. Закончил Мюнхенский технический университет, получив специальность инженера-химика, затем вернулся в Лион и некоторое время занимался преподавательской работой. В эти годы Ринк стал чемпионом Лиона по шахматам.
В 1897 году Ринк открыл новый способ очистки растительного масла, нашедший применение на предприятиях Франции и Испании. В 1900 году открыл собственную фабрику в испанском городе Бадалона и переселился туда вместе с семьёй. Здесь он составил и опубликовал свои первые шахматные этюды.
В 1909 году Ринк выпустил свой первый авторский сборник «150 этюдов» (фр. 150 fins de partie) с предисловием Иоганна Бергера. Книга была переиздана в 1913-м, 1919 году (число этюдов выросло до 300) и в 1927-м, включая уже 700 этюдов. В первый период своего творчества (1901—1919) Ринк, как и Троицкий, отображал отдельные красивые комбинации. С 1920 года он начал систематически исследовать этюдные возможности для конкретного эндшпильного материала.
На время гражданской войны в Испании Ринк уехал в Марсель, но по окончании войны вновь вернулся в Испанию.
В 1947 году Ринк выпустил два сборника своих этюдов. Первый был на испанском, содержал 111 этюдов, назывался «Сюрпризы теории» (исп. Las sorpresas de la teoria) и был посвящён борьбе ладьи с менее сильными фигурами. Второй сборник этюдов был на французском, назывался «Ферзь против ладьи и коня» (фр. Dame contre tour et cavalier).
Умер Ринк в Бадалоне в 1952 году. По завещанию ему в гроб положили авторский экземпляр его последнего сборника «1414 этюдов» (фр. 1414 fins de partie), присланный за 6 дней до кончины.

## Избранные этюды
|   | a | b | c | d | e | f | g | h |   |
| - | --- | --- | --- | --- | --- | --- | --- | --- | - |
| 8 | a7 белая ладья · h7 белый король · a6 белая пешка · h6 чёрная пешка · h4 чёрная пешка · c3 белая пешка · d1 чёрный король · h1 чёрная ладья | a7 белая ладья · h7 белый король · a6 белая пешка · h6 чёрная пешка · h4 чёрная пешка · c3 белая пешка · d1 чёрный король · h1 чёрная ладья | a7 белая ладья · h7 белый король · a6 белая пешка · h6 чёрная пешка · h4 чёрная пешка · c3 белая пешка · d1 чёрный король · h1 чёрная ладья | a7 белая ладья · h7 белый король · a6 белая пешка · h6 чёрная пешка · h4 чёрная пешка · c3 белая пешка · d1 чёрный король · h1 чёрная ладья | a7 белая ладья · h7 белый король · a6 белая пешка · h6 чёрная пешка · h4 чёрная пешка · c3 белая пешка · d1 чёрный король · h1 чёрная ладья | a7 белая ладья · h7 белый король · a6 белая пешка · h6 чёрная пешка · h4 чёрная пешка · c3 белая пешка · d1 чёрный король · h1 чёрная ладья | a7 белая ладья · h7 белый король · a6 белая пешка · h6 чёрная пешка · h4 чёрная пешка · c3 белая пешка · d1 чёрный король · h1 чёрная ладья | a7 белая ладья · h7 белый король · a6 белая пешка · h6 чёрная пешка · h4 чёрная пешка · c3 белая пешка · d1 чёрный король · h1 чёрная ладья | 8 |
| 7 | a7 белая ладья · h7 белый король · a6 белая пешка · h6 чёрная пешка · h4 чёрная пешка · c3 белая пешка · d1 чёрный король · h1 чёрная ладья | a7 белая ладья · h7 белый король · a6 белая пешка · h6 чёрная пешка · h4 чёрная пешка · c3 белая пешка · d1 чёрный король · h1 чёрная ладья | a7 белая ладья · h7 белый король · a6 белая пешка · h6 чёрная пешка · h4 чёрная пешка · c3 белая пешка · d1 чёрный король · h1 чёрная ладья | a7 белая ладья · h7 белый король · a6 белая пешка · h6 чёрная пешка · h4 чёрная пешка · c3 белая пешка · d1 чёрный король · h1 чёрная ладья | a7 белая ладья · h7 белый король · a6 белая пешка · h6 чёрная пешка · h4 чёрная пешка · c3 белая пешка · d1 чёрный король · h1 чёрная ладья | a7 белая ладья · h7 белый король · a6 белая пешка · h6 чёрная пешка · h4 чёрная пешка · c3 белая пешка · d1 чёрный король · h1 чёрная ладья | a7 белая ладья · h7 белый король · a6 белая пешка · h6 чёрная пешка · h4 чёрная пешка · c3 белая пешка · d1 чёрный король · h1 чёрная ладья | a7 белая ладья · h7 белый король · a6 белая пешка · h6 чёрная пешка · h4 чёрная пешка · c3 белая пешка · d1 чёрный король · h1 чёрная ладья | 7 |
| 6 | a7 белая ладья · h7 белый король · a6 белая пешка · h6 чёрная пешка · h4 чёрная пешка · c3 белая пешка · d1 чёрный король · h1 чёрная ладья | a7 белая ладья · h7 белый король · a6 белая пешка · h6 чёрная пешка · h4 чёрная пешка · c3 белая пешка · d1 чёрный король · h1 чёрная ладья | a7 белая ладья · h7 белый король · a6 белая пешка · h6 чёрная пешка · h4 чёрная пешка · c3 белая пешка · d1 чёрный король · h1 чёрная ладья | a7 белая ладья · h7 белый король · a6 белая пешка · h6 чёрная пешка · h4 чёрная пешка · c3 белая пешка · d1 чёрный король · h1 чёрная ладья | a7 белая ладья · h7 белый король · a6 белая пешка · h6 чёрная пешка · h4 чёрная пешка · c3 белая пешка · d1 чёрный король · h1 чёрная ладья | a7 белая ладья · h7 белый король · a6 белая пешка · h6 чёрная пешка · h4 чёрная пешка · c3 белая пешка · d1 чёрный король · h1 чёрная ладья | a7 белая ладья · h7 белый король · a6 белая пешка · h6 чёрная пешка · h4 чёрная пешка · c3 белая пешка · d1 чёрный король · h1 чёрная ладья | a7 белая ладья · h7 белый король · a6 белая пешка · h6 чёрная пешка · h4 чёрная пешка · c3 белая пешка · d1 чёрный король · h1 чёрная ладья | 6 |
| 5 | a7 белая ладья · h7 белый король · a6 белая пешка · h6 чёрная пешка · h4 чёрная пешка · c3 белая пешка · d1 чёрный король · h1 чёрная ладья | a7 белая ладья · h7 белый король · a6 белая пешка · h6 чёрная пешка · h4 чёрная пешка · c3 белая пешка · d1 чёрный король · h1 чёрная ладья | a7 белая ладья · h7 белый король · a6 белая пешка · h6 чёрная пешка · h4 чёрная пешка · c3 белая пешка · d1 чёрный король · h1 чёрная ладья | a7 белая ладья · h7 белый король · a6 белая пешка · h6 чёрная пешка · h4 чёрная пешка · c3 белая пешка · d1 чёрный король · h1 чёрная ладья | a7 белая ладья · h7 белый король · a6 белая пешка · h6 чёрная пешка · h4 чёрная пешка · c3 белая пешка · d1 чёрный король · h1 чёрная ладья | a7 белая ладья · h7 белый король · a6 белая пешка · h6 чёрная пешка · h4 чёрная пешка · c3 белая пешка · d1 чёрный король · h1 чёрная ладья | a7 белая ладья · h7 белый король · a6 белая пешка · h6 чёрная пешка · h4 чёрная пешка · c3 белая пешка · d1 чёрный король · h1 чёрная ладья | a7 белая ладья · h7 белый король · a6 белая пешка · h6 чёрная пешка · h4 чёрная пешка · c3 белая пешка · d1 чёрный король · h1 чёрная ладья | 5 |
| 4 | a7 белая ладья · h7 белый король · a6 белая пешка · h6 чёрная пешка · h4 чёрная пешка · c3 белая пешка · d1 чёрный король · h1 чёрная ладья | a7 белая ладья · h7 белый король · a6 белая пешка · h6 чёрная пешка · h4 чёрная пешка · c3 белая пешка · d1 чёрный король · h1 чёрная ладья | a7 белая ладья · h7 белый король · a6 белая пешка · h6 чёрная пешка · h4 чёрная пешка · c3 белая пешка · d1 чёрный король · h1 чёрная ладья | a7 белая ладья · h7 белый король · a6 белая пешка · h6 чёрная пешка · h4 чёрная пешка · c3 белая пешка · d1 чёрный король · h1 чёрная ладья | a7 белая ладья · h7 белый король · a6 белая пешка · h6 чёрная пешка · h4 чёрная пешка · c3 белая пешка · d1 чёрный король · h1 чёрная ладья | a7 белая ладья · h7 белый король · a6 белая пешка · h6 чёрная пешка · h4 чёрная пешка · c3 белая пешка · d1 чёрный король · h1 чёрная ладья | a7 белая ладья · h7 белый король · a6 белая пешка · h6 чёрная пешка · h4 чёрная пешка · c3 белая пешка · d1 чёрный король · h1 чёрная ладья | a7 белая ладья · h7 белый король · a6 белая пешка · h6 чёрная пешка · h4 чёрная пешка · c3 белая пешка · d1 чёрный король · h1 чёрная ладья | 4 |
| 3 | a7 белая ладья · h7 белый король · a6 белая пешка · h6 чёрная пешка · h4 чёрная пешка · c3 белая пешка · d1 чёрный король · h1 чёрная ладья | a7 белая ладья · h7 белый король · a6 белая пешка · h6 чёрная пешка · h4 чёрная пешка · c3 белая пешка · d1 чёрный король · h1 чёрная ладья | a7 белая ладья · h7 белый король · a6 белая пешка · h6 чёрная пешка · h4 чёрная пешка · c3 белая пешка · d1 чёрный король · h1 чёрная ладья | a7 белая ладья · h7 белый король · a6 белая пешка · h6 чёрная пешка · h4 чёрная пешка · c3 белая пешка · d1 чёрный король · h1 чёрная ладья | a7 белая ладья · h7 белый король · a6 белая пешка · h6 чёрная пешка · h4 чёрная пешка · c3 белая пешка · d1 чёрный король · h1 чёрная ладья | a7 белая ладья · h7 белый король · a6 белая пешка · h6 чёрная пешка · h4 чёрная пешка · c3 белая пешка · d1 чёрный король · h1 чёрная ладья | a7 белая ладья · h7 белый король · a6 белая пешка · h6 чёрная пешка · h4 чёрная пешка · c3 белая пешка · d1 чёрный король · h1 чёрная ладья | a7 белая ладья · h7 белый король · a6 белая пешка · h6 чёрная пешка · h4 чёрная пешка · c3 белая пешка · d1 чёрный король · h1 чёрная ладья | 3 |
| 2 | a7 белая ладья · h7 белый король · a6 белая пешка · h6 чёрная пешка · h4 чёрная пешка · c3 белая пешка · d1 чёрный король · h1 чёрная ладья | a7 белая ладья · h7 белый король · a6 белая пешка · h6 чёрная пешка · h4 чёрная пешка · c3 белая пешка · d1 чёрный король · h1 чёрная ладья | a7 белая ладья · h7 белый король · a6 белая пешка · h6 чёрная пешка · h4 чёрная пешка · c3 белая пешка · d1 чёрный король · h1 чёрная ладья | a7 белая ладья · h7 белый король · a6 белая пешка · h6 чёрная пешка · h4 чёрная пешка · c3 белая пешка · d1 чёрный король · h1 чёрная ладья | a7 белая ладья · h7 белый король · a6 белая пешка · h6 чёрная пешка · h4 чёрная пешка · c3 белая пешка · d1 чёрный король · h1 чёрная ладья | a7 белая ладья · h7 белый король · a6 белая пешка · h6 чёрная пешка · h4 чёрная пешка · c3 белая пешка · d1 чёрный король · h1 чёрная ладья | a7 белая ладья · h7 белый король · a6 белая пешка · h6 чёрная пешка · h4 чёрная пешка · c3 белая пешка · d1 чёрный король · h1 чёрная ладья | a7 белая ладья · h7 белый король · a6 белая пешка · h6 чёрная пешка · h4 чёрная пешка · c3 белая пешка · d1 чёрный король · h1 чёрная ладья | 2 |
| 1 | a7 белая ладья · h7 белый король · a6 белая пешка · h6 чёрная пешка · h4 чёрная пешка · c3 белая пешка · d1 чёрный король · h1 чёрная ладья | a7 белая ладья · h7 белый король · a6 белая пешка · h6 чёрная пешка · h4 чёрная пешка · c3 белая пешка · d1 чёрный король · h1 чёрная ладья | a7 белая ладья · h7 белый король · a6 белая пешка · h6 чёрная пешка · h4 чёрная пешка · c3 белая пешка · d1 чёрный король · h1 чёрная ладья | a7 белая ладья · h7 белый король · a6 белая пешка · h6 чёрная пешка · h4 чёрная пешка · c3 белая пешка · d1 чёрный король · h1 чёрная ладья | a7 белая ладья · h7 белый король · a6 белая пешка · h6 чёрная пешка · h4 чёрная пешка · c3 белая пешка · d1 чёрный король · h1 чёрная ладья | a7 белая ладья · h7 белый король · a6 белая пешка · h6 чёрная пешка · h4 чёрная пешка · c3 белая пешка · d1 чёрный король · h1 чёрная ладья | a7 белая ладья · h7 белый король · a6 белая пешка · h6 чёрная пешка · h4 чёрная пешка · c3 белая пешка · d1 чёрный король · h1 чёрная ладья | a7 белая ладья · h7 белый король · a6 белая пешка · h6 чёрная пешка · h4 чёрная пешка · c3 белая пешка · d1 чёрный король · h1 чёрная ладья | 1 |
|   | a | b | c | d | e | f | g | h |   |

Решение:

1. Лg7! Крc2
 (если 1…Лe1, то 2. Лg1!! Л:g1 3. a7)

2. Лg2+ Крb3

3. Лa2!! Кр: a2

4. a7

Ложные следы: 1. Лf7? Крe2! или 1. Лe7? Крd2! 2. c4 Лa1 с ничьей.
|   | a | b | c | d | e | f | g | h |   |
| - | --- | --- | --- | --- | --- | --- | --- | --- | - |
| 8 | b7 чёрный король · f7 чёрный ферзь · c4 чёрная пешка · h4 белый ферзь · c2 белый король · h2 белая ладья · f1 чёрная ладья | b7 чёрный король · f7 чёрный ферзь · c4 чёрная пешка · h4 белый ферзь · c2 белый король · h2 белая ладья · f1 чёрная ладья | b7 чёрный король · f7 чёрный ферзь · c4 чёрная пешка · h4 белый ферзь · c2 белый король · h2 белая ладья · f1 чёрная ладья | b7 чёрный король · f7 чёрный ферзь · c4 чёрная пешка · h4 белый ферзь · c2 белый король · h2 белая ладья · f1 чёрная ладья | b7 чёрный король · f7 чёрный ферзь · c4 чёрная пешка · h4 белый ферзь · c2 белый король · h2 белая ладья · f1 чёрная ладья | b7 чёрный король · f7 чёрный ферзь · c4 чёрная пешка · h4 белый ферзь · c2 белый король · h2 белая ладья · f1 чёрная ладья | b7 чёрный король · f7 чёрный ферзь · c4 чёрная пешка · h4 белый ферзь · c2 белый король · h2 белая ладья · f1 чёрная ладья | b7 чёрный король · f7 чёрный ферзь · c4 чёрная пешка · h4 белый ферзь · c2 белый король · h2 белая ладья · f1 чёрная ладья | 8 |
| 7 | b7 чёрный король · f7 чёрный ферзь · c4 чёрная пешка · h4 белый ферзь · c2 белый король · h2 белая ладья · f1 чёрная ладья | b7 чёрный король · f7 чёрный ферзь · c4 чёрная пешка · h4 белый ферзь · c2 белый король · h2 белая ладья · f1 чёрная ладья | b7 чёрный король · f7 чёрный ферзь · c4 чёрная пешка · h4 белый ферзь · c2 белый король · h2 белая ладья · f1 чёрная ладья | b7 чёрный король · f7 чёрный ферзь · c4 чёрная пешка · h4 белый ферзь · c2 белый король · h2 белая ладья · f1 чёрная ладья | b7 чёрный король · f7 чёрный ферзь · c4 чёрная пешка · h4 белый ферзь · c2 белый король · h2 белая ладья · f1 чёрная ладья | b7 чёрный король · f7 чёрный ферзь · c4 чёрная пешка · h4 белый ферзь · c2 белый король · h2 белая ладья · f1 чёрная ладья | b7 чёрный король · f7 чёрный ферзь · c4 чёрная пешка · h4 белый ферзь · c2 белый король · h2 белая ладья · f1 чёрная ладья | b7 чёрный король · f7 чёрный ферзь · c4 чёрная пешка · h4 белый ферзь · c2 белый король · h2 белая ладья · f1 чёрная ладья | 7 |
| 6 | b7 чёрный король · f7 чёрный ферзь · c4 чёрная пешка · h4 белый ферзь · c2 белый король · h2 белая ладья · f1 чёрная ладья | b7 чёрный король · f7 чёрный ферзь · c4 чёрная пешка · h4 белый ферзь · c2 белый король · h2 белая ладья · f1 чёрная ладья | b7 чёрный король · f7 чёрный ферзь · c4 чёрная пешка · h4 белый ферзь · c2 белый король · h2 белая ладья · f1 чёрная ладья | b7 чёрный король · f7 чёрный ферзь · c4 чёрная пешка · h4 белый ферзь · c2 белый король · h2 белая ладья · f1 чёрная ладья | b7 чёрный король · f7 чёрный ферзь · c4 чёрная пешка · h4 белый ферзь · c2 белый король · h2 белая ладья · f1 чёрная ладья | b7 чёрный король · f7 чёрный ферзь · c4 чёрная пешка · h4 белый ферзь · c2 белый король · h2 белая ладья · f1 чёрная ладья | b7 чёрный король · f7 чёрный ферзь · c4 чёрная пешка · h4 белый ферзь · c2 белый король · h2 белая ладья · f1 чёрная ладья | b7 чёрный король · f7 чёрный ферзь · c4 чёрная пешка · h4 белый ферзь · c2 белый король · h2 белая ладья · f1 чёрная ладья | 6 |
| 5 | b7 чёрный король · f7 чёрный ферзь · c4 чёрная пешка · h4 белый ферзь · c2 белый король · h2 белая ладья · f1 чёрная ладья | b7 чёрный король · f7 чёрный ферзь · c4 чёрная пешка · h4 белый ферзь · c2 белый король · h2 белая ладья · f1 чёрная ладья | b7 чёрный король · f7 чёрный ферзь · c4 чёрная пешка · h4 белый ферзь · c2 белый король · h2 белая ладья · f1 чёрная ладья | b7 чёрный король · f7 чёрный ферзь · c4 чёрная пешка · h4 белый ферзь · c2 белый король · h2 белая ладья · f1 чёрная ладья | b7 чёрный король · f7 чёрный ферзь · c4 чёрная пешка · h4 белый ферзь · c2 белый король · h2 белая ладья · f1 чёрная ладья | b7 чёрный король · f7 чёрный ферзь · c4 чёрная пешка · h4 белый ферзь · c2 белый король · h2 белая ладья · f1 чёрная ладья | b7 чёрный король · f7 чёрный ферзь · c4 чёрная пешка · h4 белый ферзь · c2 белый король · h2 белая ладья · f1 чёрная ладья | b7 чёрный король · f7 чёрный ферзь · c4 чёрная пешка · h4 белый ферзь · c2 белый король · h2 белая ладья · f1 чёрная ладья | 5 |
| 4 | b7 чёрный король · f7 чёрный ферзь · c4 чёрная пешка · h4 белый ферзь · c2 белый король · h2 белая ладья · f1 чёрная ладья | b7 чёрный король · f7 чёрный ферзь · c4 чёрная пешка · h4 белый ферзь · c2 белый король · h2 белая ладья · f1 чёрная ладья | b7 чёрный король · f7 чёрный ферзь · c4 чёрная пешка · h4 белый ферзь · c2 белый король · h2 белая ладья · f1 чёрная ладья | b7 чёрный король · f7 чёрный ферзь · c4 чёрная пешка · h4 белый ферзь · c2 белый король · h2 белая ладья · f1 чёрная ладья | b7 чёрный король · f7 чёрный ферзь · c4 чёрная пешка · h4 белый ферзь · c2 белый король · h2 белая ладья · f1 чёрная ладья | b7 чёрный король · f7 чёрный ферзь · c4 чёрная пешка · h4 белый ферзь · c2 белый король · h2 белая ладья · f1 чёрная ладья | b7 чёрный король · f7 чёрный ферзь · c4 чёрная пешка · h4 белый ферзь · c2 белый король · h2 белая ладья · f1 чёрная ладья | b7 чёрный король · f7 чёрный ферзь · c4 чёрная пешка · h4 белый ферзь · c2 белый король · h2 белая ладья · f1 чёрная ладья | 4 |
| 3 | b7 чёрный король · f7 чёрный ферзь · c4 чёрная пешка · h4 белый ферзь · c2 белый король · h2 белая ладья · f1 чёрная ладья | b7 чёрный король · f7 чёрный ферзь · c4 чёрная пешка · h4 белый ферзь · c2 белый король · h2 белая ладья · f1 чёрная ладья | b7 чёрный король · f7 чёрный ферзь · c4 чёрная пешка · h4 белый ферзь · c2 белый король · h2 белая ладья · f1 чёрная ладья | b7 чёрный король · f7 чёрный ферзь · c4 чёрная пешка · h4 белый ферзь · c2 белый король · h2 белая ладья · f1 чёрная ладья | b7 чёрный король · f7 чёрный ферзь · c4 чёрная пешка · h4 белый ферзь · c2 белый король · h2 белая ладья · f1 чёрная ладья | b7 чёрный король · f7 чёрный ферзь · c4 чёрная пешка · h4 белый ферзь · c2 белый король · h2 белая ладья · f1 чёрная ладья | b7 чёрный король · f7 чёрный ферзь · c4 чёрная пешка · h4 белый ферзь · c2 белый король · h2 белая ладья · f1 чёрная ладья | b7 чёрный король · f7 чёрный ферзь · c4 чёрная пешка · h4 белый ферзь · c2 белый король · h2 белая ладья · f1 чёрная ладья | 3 |
| 2 | b7 чёрный король · f7 чёрный ферзь · c4 чёрная пешка · h4 белый ферзь · c2 белый король · h2 белая ладья · f1 чёрная ладья | b7 чёрный король · f7 чёрный ферзь · c4 чёрная пешка · h4 белый ферзь · c2 белый король · h2 белая ладья · f1 чёрная ладья | b7 чёрный король · f7 чёрный ферзь · c4 чёрная пешка · h4 белый ферзь · c2 белый король · h2 белая ладья · f1 чёрная ладья | b7 чёрный король · f7 чёрный ферзь · c4 чёрная пешка · h4 белый ферзь · c2 белый король · h2 белая ладья · f1 чёрная ладья | b7 чёрный король · f7 чёрный ферзь · c4 чёрная пешка · h4 белый ферзь · c2 белый король · h2 белая ладья · f1 чёрная ладья | b7 чёрный король · f7 чёрный ферзь · c4 чёрная пешка · h4 белый ферзь · c2 белый король · h2 белая ладья · f1 чёрная ладья | b7 чёрный король · f7 чёрный ферзь · c4 чёрная пешка · h4 белый ферзь · c2 белый король · h2 белая ладья · f1 чёрная ладья | b7 чёрный король · f7 чёрный ферзь · c4 чёрная пешка · h4 белый ферзь · c2 белый король · h2 белая ладья · f1 чёрная ладья | 2 |
| 1 | b7 чёрный король · f7 чёрный ферзь · c4 чёрная пешка · h4 белый ферзь · c2 белый король · h2 белая ладья · f1 чёрная ладья | b7 чёрный король · f7 чёрный ферзь · c4 чёрная пешка · h4 белый ферзь · c2 белый король · h2 белая ладья · f1 чёрная ладья | b7 чёрный король · f7 чёрный ферзь · c4 чёрная пешка · h4 белый ферзь · c2 белый король · h2 белая ладья · f1 чёрная ладья | b7 чёрный король · f7 чёрный ферзь · c4 чёрная пешка · h4 белый ферзь · c2 белый король · h2 белая ладья · f1 чёрная ладья | b7 чёрный король · f7 чёрный ферзь · c4 чёрная пешка · h4 белый ферзь · c2 белый король · h2 белая ладья · f1 чёрная ладья | b7 чёрный король · f7 чёрный ферзь · c4 чёрная пешка · h4 белый ферзь · c2 белый король · h2 белая ладья · f1 чёрная ладья | b7 чёрный король · f7 чёрный ферзь · c4 чёрная пешка · h4 белый ферзь · c2 белый король · h2 белая ладья · f1 чёрная ладья | b7 чёрный король · f7 чёрный ферзь · c4 чёрная пешка · h4 белый ферзь · c2 белый король · h2 белая ладья · f1 чёрная ладья | 1 |
|   | a | b | c | d | e | f | g | h |   |

Решение:

1. Фe4+ далее три варианта.

(A)1…Крa6 2. Лh6+ Лf6 3. Фf5!!

(Б)1…Крb8 2. Лh8+ Крc7 3. Лh7 Лf2+ 4. Крc3 Лf3+ 5. Крd4(b4)

(В)1…Крb6 2. Лh6+ Крc5(a5,b5) 3. Фe5+ Фd5 4. Фc7+
Андре Шерон в своём руководстве по эндшпилю «Lehr- und Handbuch der Endspiele» заявил, что данный этюд содержит ошибку, так как в варианте (А) чёрные могут играть 3…Л:h6 4. Ф:f7 Лc6 и добиваются ничьей. Однако компьютерный анализ выяснил, что и в этом варианте чёрные получают мат в 34 хода.